# Lauret (Landes)
Lauret ist eine französische Gemeinde mit 78 Einwohnern (Stand 1. Januar 2022) im Département Landes in der Region Nouvelle-Aquitaine (vor 2016: Aquitanien). Sie gehört zum Arrondissement Mont-de-Marsan und zum Kanton Chalosse Tursan.
Der Name in der gascognischen Sprache lautet ebenfalls Lauret. Seine Herkunft ist unklar. Er könnte dem Gascognischen tèrra laurada (deutsch bestelltes Feld) oder aber dem Gascognischen laur (deutsch Lorbeer) entstammen.
Die Einwohner werden Laurétois und Laurétoises genannt.

## Geographie
Lauret liegt ca. 40 Kilometer südlich von Mont-de-Marsanin der Landschaft Chalosse und im Weinbaugebiet Tursan in der historischen Provinz Gascogne an der südlichen Grenze zum benachbarten Département Pyrénées-Atlantiques.
Die Gemeinde besitzt mit 237 m den höchsten Punkt des Départements.
Umgeben wird Lauret von den Nachbargemeinden:
|                                            | Miramont-Sensacq                               |                               |
| Pimbo                                      | Kompassrose, die auf Nachbargemeinden zeigt    | Garlin (Pyrénées-Atlantiques) |
| Poursiugues-Boucoue (Pyrénées-Atlantiques) | Boueilh-Boueilho-Lasque (Pyrénées-Atlantiques) |                               |

Lauret liegt im Einzugsgebiet des Flusses Adour.
Nebenflüsse des Adour bewässern das Gebiet der Gemeinde,
- der Bahus und
- der Gabas mit seinen Nebenflüssen,
  - dem Ruisseau l’Arriutort und
  - dem Bas, der in Lauret entspringt.[3]

## Geschichte

### Einwohnerentwicklung
Nach Beginn der Aufzeichnungen stieg die Einwohnerzahl bis zur ersten Hälfte des 19. Jahrhunderts auf Höchststände von rund 325. In der Folgezeit sank die Größe der Gemeinde bei kurzen Erholungsphasen bis zu den 1990er Jahren auf rund 70 Einwohner, bevor eine moderate Wachstumsphase einsetzte, die heute noch andauert.
| Jahr      | 1962 | 1968 | 1975 | 1982 | 1990 | 1999 | 2006 | 2010 | 2022 |
| --------- | ---- | ---- | ---- | ---- | ---- | ---- | ---- | ---- | ---- |
| Einwohner | 98   | 98   | 77   | 79   | 71   | 74   | 78   | 82   | 78   |

## Sehenswürdigkeiten

### PfarrkircheSaint-Jean-Baptiste
Die Johannes dem Täufer geweihte Kirche wurde 1889 errichtet. Ihr Gebäude besitzt einen Chor in einer halbrunden Apsis und ein Langhaus mit einem Hauptschiff und einem angrenzenden, nördlich gelegenen Seitenschiff. Die Apsis bildet mit ihrem sichtbaren, regelmäßigem Mauerwerksverband einen Kontrast zu den ansonsten verputzten Fassaden der Kirche. Der Glockenturm über der Vorhalle ist mit rundbogenförmigen Zwillingsfenstern an jeder Seite und einem polygonalen, mit Schiefer gedeckten Helm ausgestattet. Am Fuß des Helms sind an jeder Turmecke pyramidenförmige Dachreiter angebracht, die ebenfalls mit Schiefer gedeckt sind.

## Wirtschaft und Infrastruktur
Lauret liegt in der Zone AOC des Weinbaugebiets Tursan.

### Verkehr
Lauret wird durchquert von der Route départementale 314.